# DJ Shog
DJ Shog (* 8. November 1976 in Hamburg; † 15. Dezember 2022; bürgerlicher Name Sven Holger Greiner) war ein deutscher Trance-DJ und -Produzent.

## Biographie
Seit Beginn der 1990er-Jahre entwickelte DJ Shog ein großes Interesse an elektronischer Musik. Seine Anfänge als DJ machte er auf Schul- und Privatpartys und nachdem er an einigen DJ-Wettbewerben teilgenommen hatte, wurde er Resident-DJ in mehreren norddeutschen Clubs. Den Durchbruch erzielte er schließlich mit seiner Kompilation-Serie Technics DJ Set. Die erste CD wurde jeweils von ihm gemixt und die zweite CD von Gast-DJs wie Cosmic Gate, DuMonde, Talla 2XLC, Green Court oder Nic Chagall.
2001 veröffentlichte DJ Shog seine erste Single This Is My Sound, die Platz 54 der deutschen Charts und Platz 40 der britischen Singlecharts erreichte. Die Nachfolgesingle The 2nd Dimension erreichte Platz 62. Fünf weitere Singles erreichten Chartplatzierungen in Deutschland. Am erfolgreichsten war die Single Another World, die während 14 Wochen in den deutschen Charts war und Platz 35 erreichte.
Im Jahr 2005 gründete DJ Shog zusammen mit dem befreundeten Torsten Stenzel das Musiklabel 7th Sense Records. Zusammen produzierten sie unter dem Pseudonym Mandala Bros.
Anfang 2006 veröffentlichte DJ Shog sein erstes Solo-Album namens My Sound. Dieses konnte sich vier Wochen in den deutschen Albumcharts halten. Sein zweites Album 2Faces folgte im Sommer 2007. Zusammen mit dem E-Cutz-Produzententeam produzierte er unter dem Pseudonym Nature One Inc. die drei Hymnen Summer Sound System (2002), Alive & Kickin (2003) und The Golden 10 (2004) für die Nature One. Außerdem produzierte er seit 2005 für die Compilation-Serie Dream Dance unter dem Pseudonym Dream Dance Alliance jeweils einen Titel pro neu erscheinender Kompilation.
Im Jahr 2013 veröffentlichte DJ Shog das Album 10 Years, auf dem hauptsächlich Remixe alter Songs zu finden sind. Als erste Single-Auskopplung wurde Another World (10 Years) veröffentlicht.
Für viele Jahre war er auch im Bereich Schlager als Produzent, Remixer und Manager tätig. So arbeitete er als Produzent an dem Album von Kerstin Ott (Ich muss dir was sagen), als Remixer (unter dem Pseudonym Jonny Nevs und DJ Echolot) für Michelle, Wolfgang Petry, Modern Talking, Wolkenfrei, Norman Langen uvm. mit und war Manager des Schlager-DJs DJ Pierre.
Er starb im Dezember 2022 im Alter von 46 Jahren. Die Todesursache ist unbekannt.

## Diskografie
Studioalben

| Jahr | Titel Musiklabel             | Höchstplatzierung, Gesamtwochen, AuszeichnungChartplatzierungen (Jahr, Titel, Musiklabel, Platzierungen, Wochen, Auszeichnungen, Anmerkungen) | Höchstplatzierung, Gesamtwochen, AuszeichnungChartplatzierungen (Jahr, Titel, Musiklabel, Platzierungen, Wochen, Auszeichnungen, Anmerkungen) | Höchstplatzierung, Gesamtwochen, AuszeichnungChartplatzierungen (Jahr, Titel, Musiklabel, Platzierungen, Wochen, Auszeichnungen, Anmerkungen) | Höchstplatzierung, Gesamtwochen, AuszeichnungChartplatzierungen (Jahr, Titel, Musiklabel, Platzierungen, Wochen, Auszeichnungen, Anmerkungen) | Anmerkungen                           |
| Jahr | Titel Musiklabel             | DE | AT | CH | UK | Anmerkungen                           |
| ---- | ---------------------------- | --- | --- | --- | --- | ------------------------------------- |
| 2006 | My Sound Sony BMG (Sony BMG) | DE55 (4 Wo.)DE | — | — | — | Erstveröffentlichung: 6. Januar 2006  |
| 2007 | 2Faces Sony BMG (Sony BMG)   | DE94 (1 Wo.)DE | — | — | — | Erstveröffentlichung: 24. August 2007 |